# Élection présidentielle américaine de 1968
L'élection présidentielle américaine de 1968 est la quarante-sixième élection présidentielle depuis l'adoption de la Constitution en 1787. Elle se déroule le mardi 5 novembre 1968.
Cette élection se déroule dans un contexte très mouvementé,,,,,. Depuis le milieu des années 1950, la société américaine connaît de profonds bouleversements. Lentement, la déségrégation avait commencé à prendre forme avec le vote par la Cour suprême de l'arrêt Brown v. Board of Education qui remettait en cause la ségrégation raciale au sein de l'école publique. Le mouvement des droits civiques émergea au même moment, mais avec des difficultés à se structurer. Au début des années 1960, la déségrégation entraîna une radicalisation du mouvement des droits civiques (Malcolm X, Black Panther Party) de même que pour les ségrégationnistes (notamment le Ku Klux Klan). Plusieurs actes terroristes eurent lieu durant la décennie, notamment dans le Sud profond, comme l'attentat de l'église baptiste de la 16e rue dans l'Alabama en septembre 1963, les meurtres de la Freedom Summer en juin 1964 dans le Mississippi ou encore les marches de Selma à Montgomery en mars 1965. Après l'assassinat du président Kennedy, Lyndon B. Johnson poursuivit la politique de son prédécesseur concernant les droits civiques, malgré l'opposition d'une partie du Congrès et des gouverneurs du Sud. Malgré tout, le Civil Rights Act et le Voting Rights Acts furent adoptés et promulgués en juillet 1964 et août 1965, la seconde loi ayant été adoptée à la suite des violences perpétrées lors des marches de Selma à Montgomery. Entre-temps, Malcolm X a été assassiné en février 1965 dans des circonstances encore non éclaircies. Pourtant, les émeutes urbaines se multiplient, comme à Watts (quartier de Los Angeles), à Newark dans le New Jersey, à Détroit, à Miami (en) ou encore à Chicago. En plus de ces bouleversements sur le plan intérieur, les États-Unis poursuivaient la course aux armements et la course à l'espace contre l'Union soviétique et s'inquiétaient d'une éventuelle contagion du communisme au Viêt Nam, après la partition décidée par les accords de Genève, ainsi qu'à Cuba où le dictateur Fulgencio Batista est renversé par la révolution en 1959. En conséquence, les États-Unis deviennent de plus en plus présents au Sud du Viêt Nam à partir de 1961. Les incidents du Golfe du Tonkin en août 1964 conduisent à une intensification de la présence américaine, avec les premières opérations militaires à l'automne 1964. Malgré la résolution dite du Golfe du Tonkin qui donnait des pouvoirs militaires très étendus au président Johnson, les États-Unis s'enlisent dans la guerre à partir de 1967, entraînant de vastes mouvements d'opposition à la guerre,. Quelques mois plus tôt, le discours de Phnom Penh prononcé par Charles de Gaulle avait replacé le conflit au cours de la géopolitique internationale, en devenant le premier évènement d'opposition à la guerre.
D'un point de vue historique, cette élection marque un tournant dans l'histoire des États-Unis. Elle marque d'abord la fragilisation de la coalition du New Deal (en) qui avait favorisé la prise de contrôle du Congrès par le Parti démocrate en 1932, mais également la fin d'un cycle politique avec le cinquième système partisan (en) qui toucha à sa fin par le retour d'un candidat issu du Parti républicain à la Maison-Blanche, mais surtout par le réalignement de nombreux électeurs du Sud profond et des anciens États confédérés. Élection la plus disputée depuis 1960, elle vit la victoire de l'ancien vice-président Richard Nixon face au vice-président sortant Hubert Humphrey. Pour la première fois depuis 1924, un troisième candidat majeur parvient à s'immiscer dans le duel bipartite en la personne de George Wallace, ancien gouverneur de l'Alabama et dissident du Parti démocrate, opposant au projet de Grande société et aux principales lois en faveur des droits civiques, comme le Civil Rights Act ou le Voting Rights Act,.
Pour de nombreux historiens et journalistes, elle fut l'élection la plus mouvementée du vingtième siècle aux États-Unis, et la plus controversée depuis l'élection présidentielle de 1888 où Grover Cleveland s'était incliné malgré l'obtention d'une majorité de voix du vote populaire.

## Conditions d'éligibilité
Ne peuvent se présenter, selon l'article II section première de la Constitution, que les citoyens américains:
- Américains de naissance ;
- âgés d'au moins 35 ans ;
- ayant résidé aux États-Unis depuis au moins 14 ans.

Depuis l'adoption du XXIIe amendement en 1947 et sa ratification en 1951, les anciens présidents qui ont déjà été élus deux fois ne sont plus éligibles.

## Contexte
En 1967, 163 émeutes furent comptabilisées, notamment celles de Détroit,. Les premières émeutes ont commencé en 1963, mais ce sont les émeutes de Watts en août 1965 qui deviennent le révélateur de la situation de la société américaine.

## Nominations

### Parti démocrate

#### Ticket
| Ticket démocrate de 1968                      |                                       |
| Hubert Humphrey                               | Edmund Munskie                        |
| Président                                     | Vice-président                        |
|                                               |                                       |
| 35e Vice-président des États-Unis (1965-1969) | Sénateur fédéral du Maine (1959-1980) |
| Campagne                                      |                                       |
|                                               |                                       |

Hubert Humphrey n'a reçu que 166 463 votes durant les primaires, ce qui ne l'a pas empêché de remporter l'investiture de son parti.

#### Candidats à la nomination
| Les candidats sont classés en fonction de leur progression durant les primaires et jusqu'à la convention du parti |                                                 |                                                 |                                                                       |                                                    |                                      |
| Eugene McCarthy                                                                                                   | George McGovern                                 | Channing E. Phillips                            | Lester Maddox (en)                                                    | Robert Francis Kennedy                             | Lyndon B. Johnson                    |
| |                                                 |                                                 |                                                                       |                                                    |                                      |
| Sénateur fédéral du Minnesota (1959-1971)                                                                         | Sénateur fédéral du Dakota du Sud (1963-1981)   | Pasteur à Washington                            | Gouverneur de Géorgie (1967-1971)                                     | Sénateur fédéral de l'État de New York (1965-1968) | Président des États-Unis (1963-1969) |
| Campagne |                                                 |                                                 |                                                                       | Campagne                                           | Campagne                             |
| 29 août 1968 (éliminé à la convention du parti)                                                                   | 29 août 1968 (éliminé à la convention du parti) | 29 août 1968 (éliminé à la convention du parti) | 28 août 1968 (apporte son soutien à la candidature de George Wallace) | 6 juin 1968 (assassiné)                            | 31 mars 1968                         |
| 2 914 933 votes                                                                                                   | 0 votes                                         | 0 votes                                         | 0 votes                                                               | 2 305 148 votes                                    | 383 590 votes                        |

### Parti républicain

#### Ticket
| Ticket républicain de 1968                    |                                        |
| Richard Nixon                                 | Spiro Agnew                            |
| Président                                     | Vice-président                         |
|                                               |                                        |
| 36e Vice-président des États-Unis (1953-1961) | 55e Gouverneur du Maryland (1967-1969) |
| Campagne                                      |                                        |
|                                               |                                        |

Richard Nixon remporte les primaires avec 1 679 443 voix et suffisamment de délégués pour empêcher ses concurrents de décrocher l'investiture du parti.

#### Candidats à la nomination
| Les candidats sont classés en fonction de leur progression durant les primaires et jusqu'à la convention du parti |                                              |                                       |                                    |
| Ronald Reagan | Nelson Rockefeller                           | Harold Stassen                        | George W. Romney                   |
| |                                              |                                       |                                    |
| Gouverneur de Californie (1967-1975)                                                                              | Gouverneur de l'État de New York (1959-1973) | Gouverneur du Minnesota (1939-1943)   | Gouverneur du Michigan (1963-1969) |
| Campagne |                                              |                                       | Campagne                           |
| 8 août 1968 (éliminé à la convention)                                                                             | 8 août 1968 (éliminé à la convention)        | 8 août 1968 (éliminé à la convention) | 28 février 1968                    |
| 1 696 632 votes                                                                                                   | 164 340 votes                                | 31 665 votes                          | 4 447 votes                        |

### American Independent Party

#### Ticket
| Ticket indépendant de 1968              |                                         |  |
| George Wallace                          | Curtis LeMay                            |  |
| Président                               | Vice-président                          |  |
|                                         |                                         |  |
| 45e Gouverneur de l'Alabama (1963-1967) | Général de l'U.S. Air Force (1951-1965) |  |
| Campagne                                |                                         |  |
|                                         |                                         |  |

## Campagne

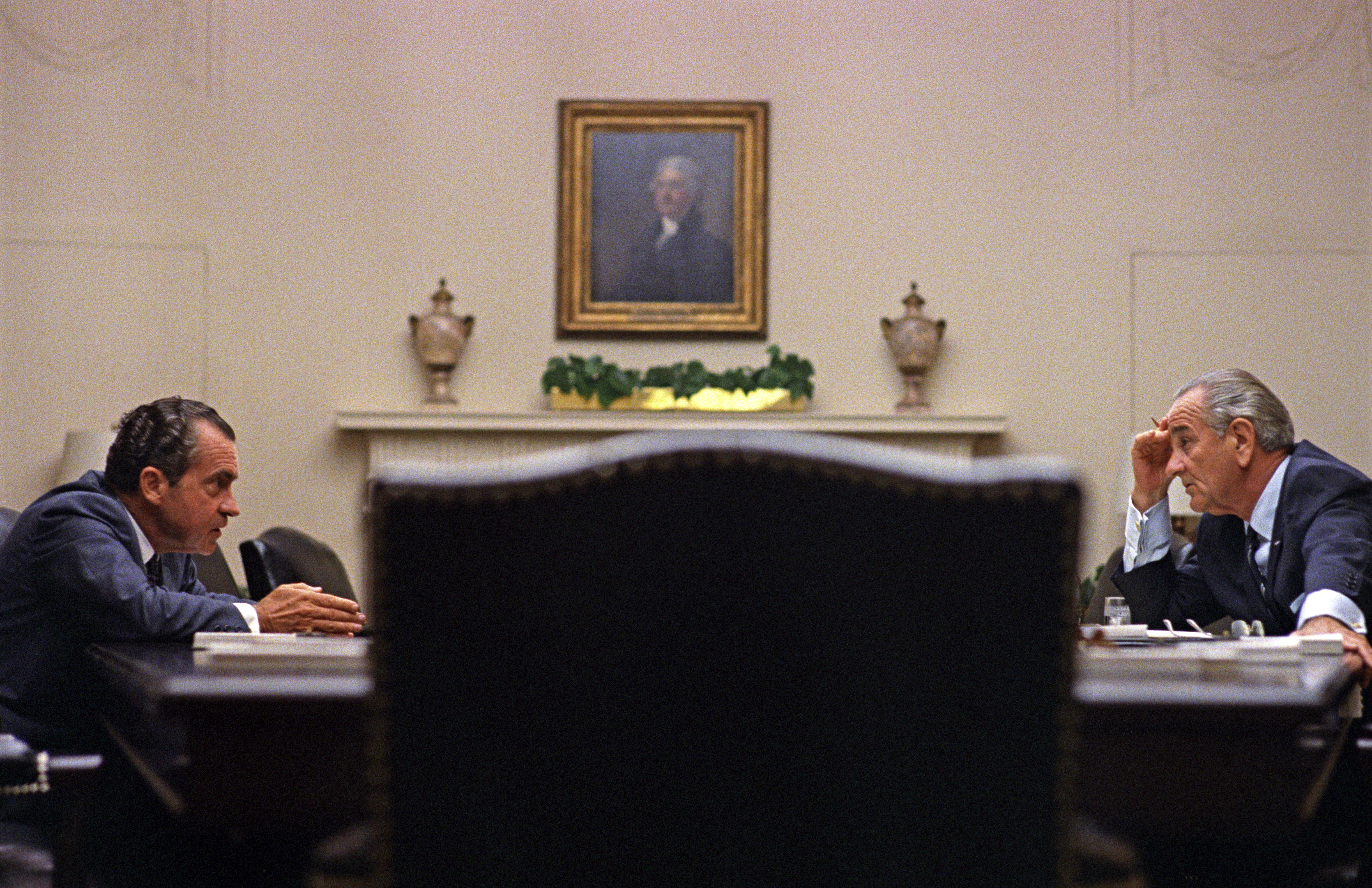
Richard Nixon et Lyndon B. Johnson à la Maison-Blanche, le 26 juillet 1968.

### Quinze points d'avance des Démocrates fin 1967
Après l'élection présidentielle de 1964, le Parti républicain semblait en bien mauvaise posture,. Divisé sur la guerre du Viêt Nam, sa ligne politique était également contestée. Malgré l'enlisement de la guerre, le Parti démocrate restait le plus populaire. En septembre 1967, un sondage Gallup indiquait que 42 % des électeurs songeaient voter pour le candidat démocrate lors de l'Election Day, contre 27 % contre le candidat républicain tandis que 31 % des électeurs envisageaient de voter pour un candidat indépendant.

### Le contexte de guerre du Vietnam
Progressivement, Richard Nixon devint le principal opposant de Lyndon B. Johnson dans la gestion de la guerre du Viêt Nam. Partisan d'une approche beaucoup plus répressive, il n'hésita pas à prendre la parole à la télévision dès 1965 pour faire entendre ses vues. À partir des élections de mi-mandat de 1966, il apparut de plus en plus évident que l'ancien vice-président comptait se présenter à la prochaine élection présidentielle,. Pourtant, la dérive conservatrice du Parti républicain n'inspirait pas la confiance des électeurs. En octobre 1967, l'ancien vice-président écrit un article pour Reader's Digest dans lequel il pose la question de ce que devient l'Amérique,. Un peu plus tôt, il écrivait un article intitulé « L'Asie après le Vietnam » dans Foreign Affairs où il s'interrogeait sur les perspectives à long terme en Asie. Martin Luther King fut également très critique vis-à-vis de la guerre, expliquant que celle-ci retardait la mise en place du projet de la « Grande société » et appelant à une refonte totale de la politique étrangère américaine.
De plus en plus critique vis à vis de l'administration Johnson, le gouverneur du Michigan George W. Romney déclara sa candidature à l'investiture du Parti républicain le 18 novembre 1967. Douze jours plus tard, le sénateur du Minnesota Eugene McCarthy, qui dénonçait la guerre comme étant « immorale » depuis de longs mois, se lançait à son tour dans la course à l'investiture du Parti démocrate,. Le même mois, un sondage Gallup indiquait que 77 % des Américains interrogés étaient opposés à la stratégie adoptée l'administration Johnson au Vietnam. Un autre sondage Gallup indiquait que 53 % des Américains étaient néanmoins favorables à une intensification des actions militaires au Vietnam, tandis que 31 % demandaient le retrait.
Même le journaliste vedette de CBS News Walter Cronkite déplore l'enlisement américain dans la guerre,. Il déclare au retour d'un séjour au Vietnam que :
«  Prétendre que nous approchons aujourd'hui de la victoire, c'est croire, contrairement à l'évidence, les optimistes qui se sont trompés dans le passé. Suggérer que nous sommes au bord de la défaite, c'est céder à un pessimisme irraisonnable. La seule conclusion raisonnable, même si elle n'est pas satisfaisante, c'est que nous nous sommes enfoncés dans l'ornière.  »

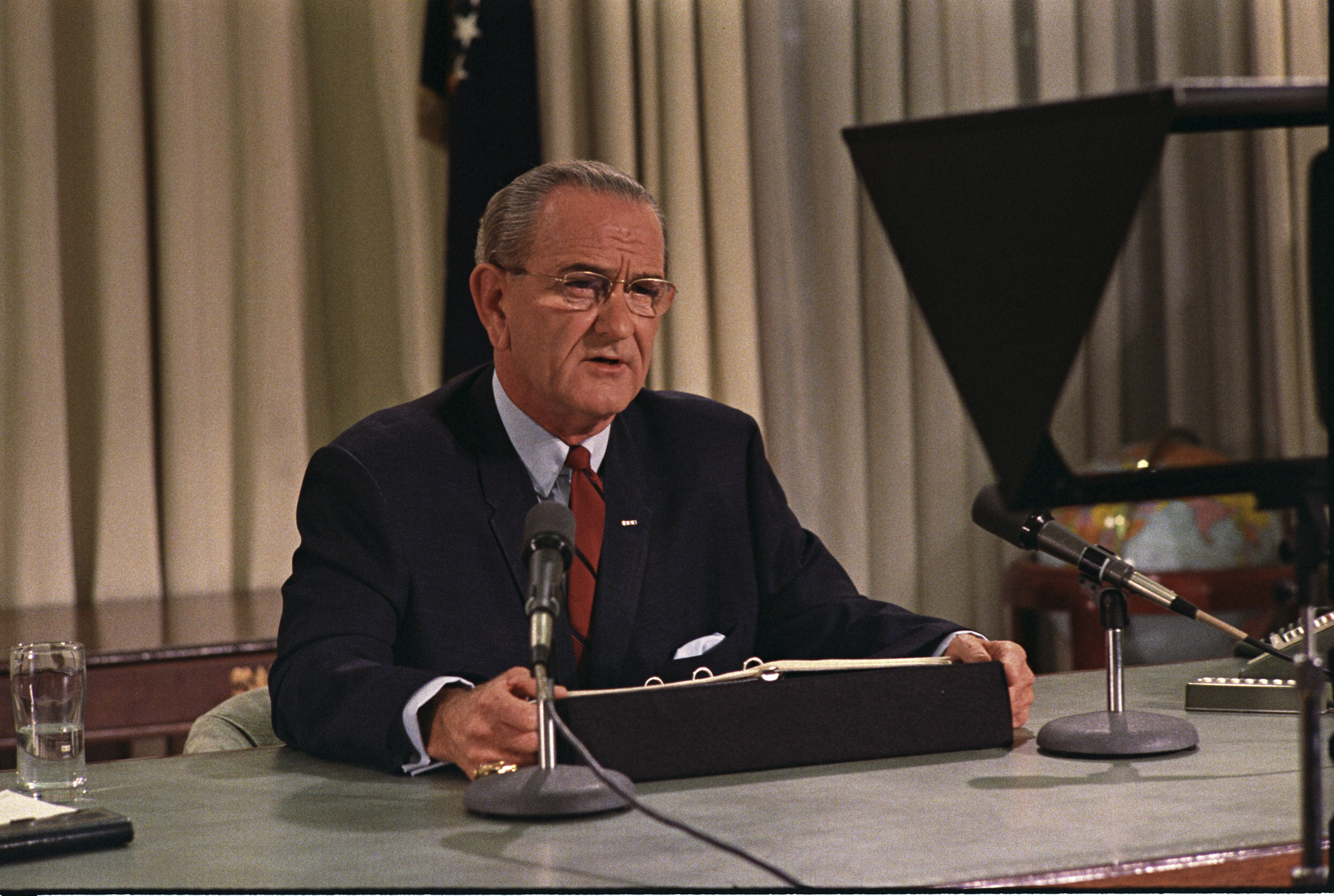
Lyndon B. Johnson annonce l'ouverture de négociations pour tenter de mettre fin à la guerre et renonce à se représenter, dans une déclaration à la nation le 31 mars 1968.

Rarement une campagne présidentielle n'aura été aussi agitée. Le 28 février 1968, George W. Romney retira sa candidature à l'investiture du Parti républicain avant même la tenue de la primaire du New Hampshire,. Au même moment, George Wallace était déjà crédité de près de 10 % d'intentions de vote, mais surtout en l'état de l'emporter dans plusieurs États du Sud profond. L'objectif affiché par le candidat de l'American Independent Party était d'ailleurs d'aller jusqu'à la Chambre des représentants pour déterminer le vainqueur de l'élection, et tenter d'infléchir la politique de déségrégation menée depuis 1961,. Bien inspiré, Richard Nixon attendit le 31 janvier pour déclarer sa candidature. Le même jour, l'offensive du Tết commençait au Vietnam.
Contesté par une partie de son camp, puis vainqueur avec une marge très faible lors de la primaire du New Hampshire (Eugene McCarthy obtient 42 % des voix), Lyndon B. Johnson renonce à l'investiture démocrate le 31 mars,,,. Quinze jours plus tôt, Robert Francis Kennedy, qui le soutenait du bout des lèvres, lui retira son soutien et se lança dans la course,,. 

### L'enquête sur les émeutes de 1967 et l'assassinat de Martin Luther King
Le même mois, la commission présidentielle formée pour enquêter sur les émeutes de 1967 accusa les blancs américains et le racisme persistant de la société américaine comme les principaux facteurs de ces évènements,.

Le 4 avril, Martin Luther King est assassiné à Memphis dans le Tennessee,. Cet événement à un retentissement énorme dans la communauté noire, et des émeutes raciales ont lieu notamment à Baltimore, Chicago ou la capitale fédérale Washington, malgré une journée de deuil national décrétée par Lyndon B. Johnson le 7 avril,,,. Le révérend Jesse Jackson, futur candidat aux primaires démocrates dans les années 1980, fut l'un des deux témoins de l'assassinat. Deux jours plus tard, près de 100 000 personnes assistent aux funérailles de Martin Luther King à Atlanta. Commentant l'héritage de Martin Luther King, The New York Times écrivit la chose suivante : 
«  A certains moments de l'histoire, un homme devient plus grand que lui-même parce qu'il est le porte-parole et le symbole d'une cause. Il est transfiguré par les événements et l'histoire, en un sens, s'exprime à travers lui. Ces années de la révolution noire ont bien constitué une telle époque dans le cas du pasteur King. Avec sa mort tragique, se trouve démasquée une fois de plus la curieuse alliance entre les pourvoyeurs de haine raciale, tant Blancs que Noirs. L'esprit tortueux du criminel blanc qui a tué le pasteur King va de pair avec la réaction psychopathique de Stokely Carmichael qui incite publiquement au meurtre dans les rues. Le criminel insensé qui a tiré sur le pasteur King a mis un terme à son existence physique ; les Carmichael cherchent à répudier tout le concept de fraternité qui avait donné un sens, une signification pour demain autant que pour aujourd'hui à la vie du pasteur King.  »
 De son côté, The Washington Post comparait le retentissement de la mort de Martin Luther King à celle de Mohandas Karamchand Gandhi : 
«  Mais Gandhi a été fauché alors que sa philosophie avait triomphé dans l'indépendance de l'Inde. Le pasteur King n'a pas triomphé : la cause à laquelle il s'est consacré, la cause des pauvres, des Noirs, de la paix, n'a pas triomphé et ses paroles étaient attaquées avec une vigueur croissante par les militants noirs... La réponse des Blancs ne peut pas être d'adjurer les Noirs de suivre les modèles non violents du pasteur King mais de prouver que ces méthodes peuvent réussir. Elle ne peut pas être dans des discours adressés aux ghettos mais dans une action de cœur et d'esprit pour abolir les ghettos. Même avec la meilleure volonté, cela ne se fera pas en une nuit : la complexité des problèmes sociaux, économiques, scolaires qui ont créé les ghettos est plus solide que les briques et le ciment avec lesquels les ghettos sont construits. Et cela veut dire qu'il y aura très certainement des frictions, un climat de tension et de violences qui retarderont inévitablement le jour de la réconciliation des races.  »

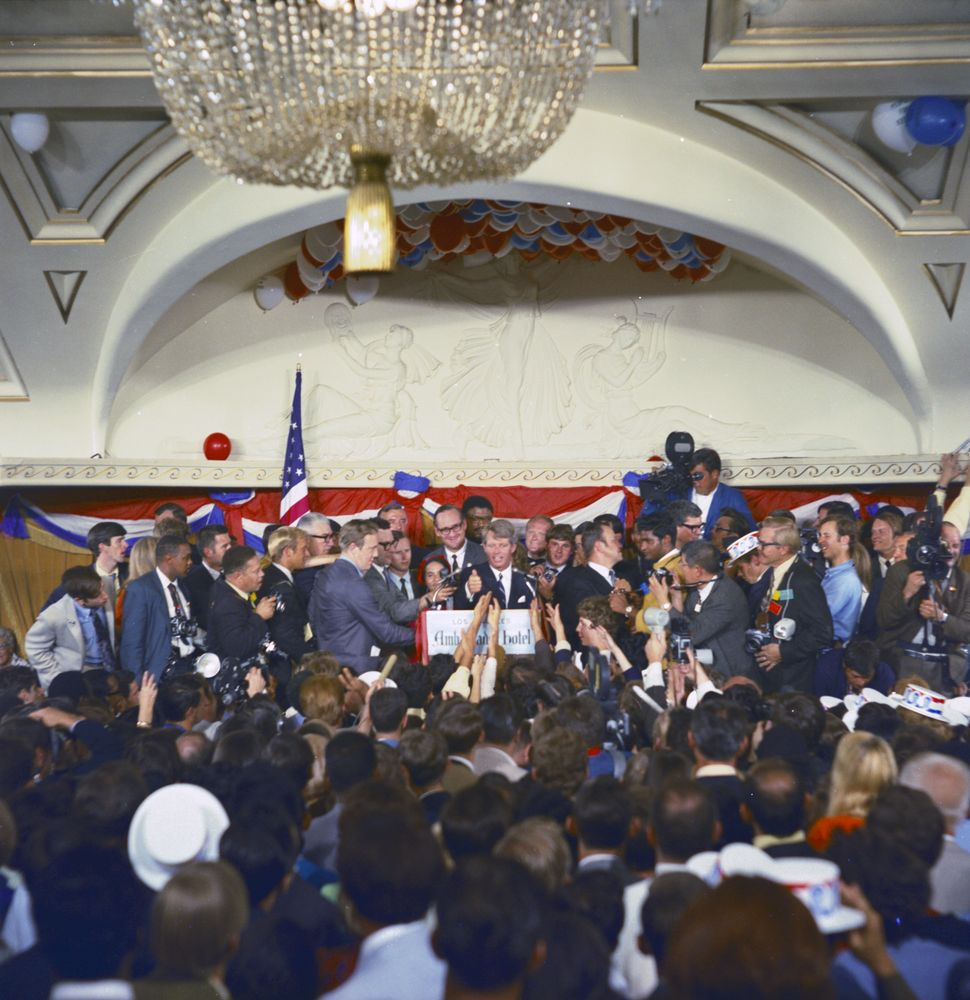
Robert Kennedy célébrant sa victoire lors de la primaire de Californie, le 4 juin 1968. C'est la dernière image du frère du défunt président vivant.

Le 11 avril, le second Civil Right Acts fut promulgué, étendant les principes de la loi du même nom promulguée en 1964. Un mois auparavant, des manifestations organisées par des Afro-Américains contre la présence de George Wallace à Omaha dans le Nebraska avaient fait un mort, un jeune de 16 ans tué par balle par un jeune policier de 23 ans. Commentant l'assassinat de Martin Luther King, le Financial Times anticipait un vote massif du Sud profond en faveur de George Wallace lors de l'Election Day.

### Le Parti démocrate se divise
Le Parti démocrate se divise entre partisans des droits civiques menés par Robert Francis Kennedy dont l'inimitié avec le président Johnson était de notoriété publique, pacifistes menés par le sénateur du Minnesota Eugene McCarthy et ségrégationnistes menés par l'ancien gouverneur de l'Alabama George Wallace,,,. Celui-ci a d'ailleurs choisi de se lancer comme candidat tiers parti le 8 février,. L'ancien gouverneur de l'Alabama préparait sa candidature depuis 1966, à une époque où il était persuadé que Lyndon B. Johnson emporterait l'investiture du Parti démocrate. Au début du mois de mars, Wallace avait déjà récolté plus de 15 millions de dollars. Le 5 juin, Robert Francis Kennedy est assassiné à Los Angeles après avoir remporté la primaire de Californie,,,,,. Opposant à la guerre du Viêt Nam et adversaire du président, sa lutte contre la corruption et la mafia lui attirèrent de nombreux adversaires. Quinze jours auparavant, il avait rencontré l'écrivain Romain Gary à Malibu auquel il avait confié ses craintes. Il meurt le lendemain après une opération de la dernière chance. En réponse à cet évènement, les candidats décidèrent d'interrompre leurs campagnes plusieurs semaines. Le président Johnson, très affecté par les évènements, parvint à faire évoluer la législation sur le contrôle des armes à feu. Le Gun Control Act est adopté le 22 octobre à deux semaines du scrutin.

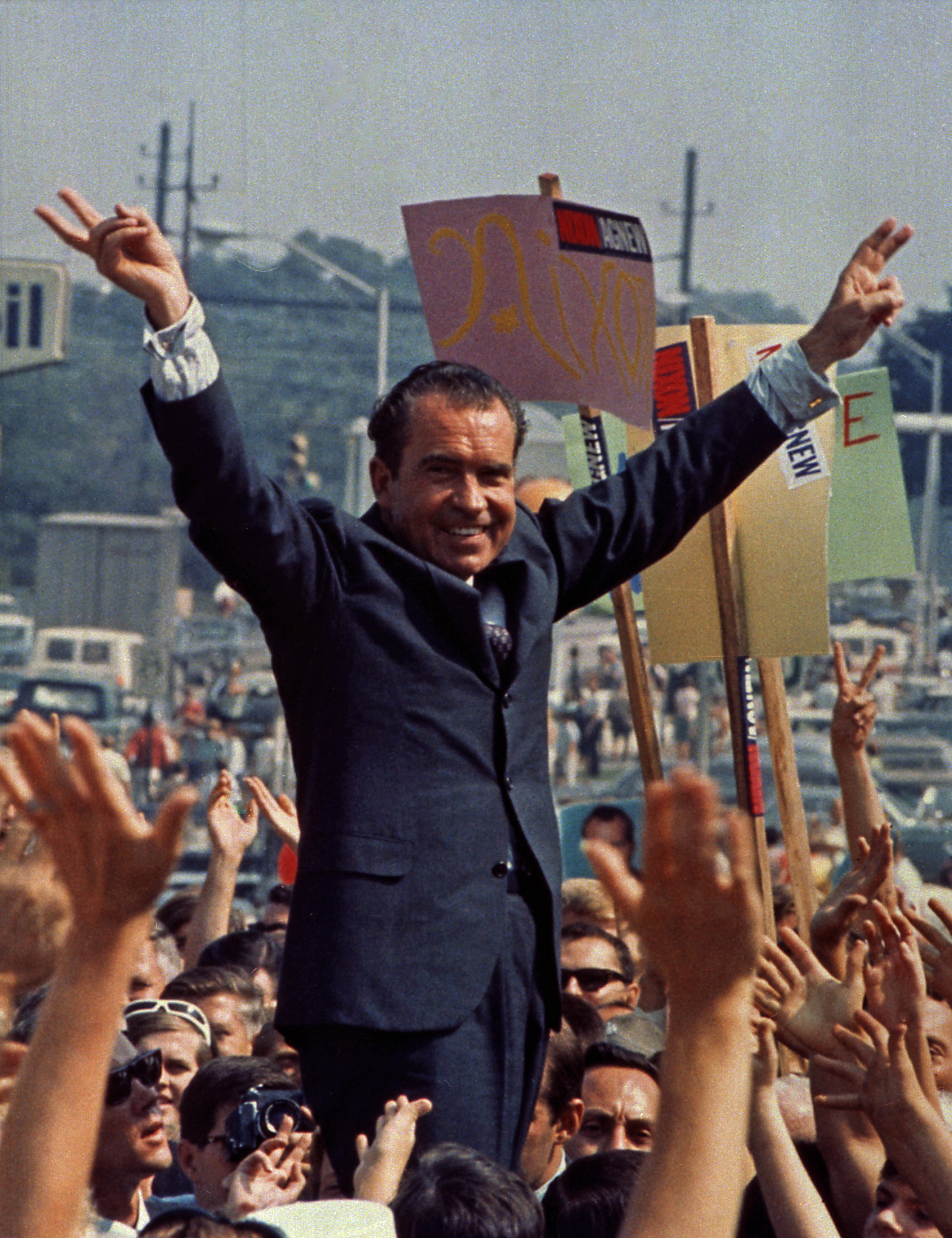
Richard Nixon en campagne en juillet 1968.

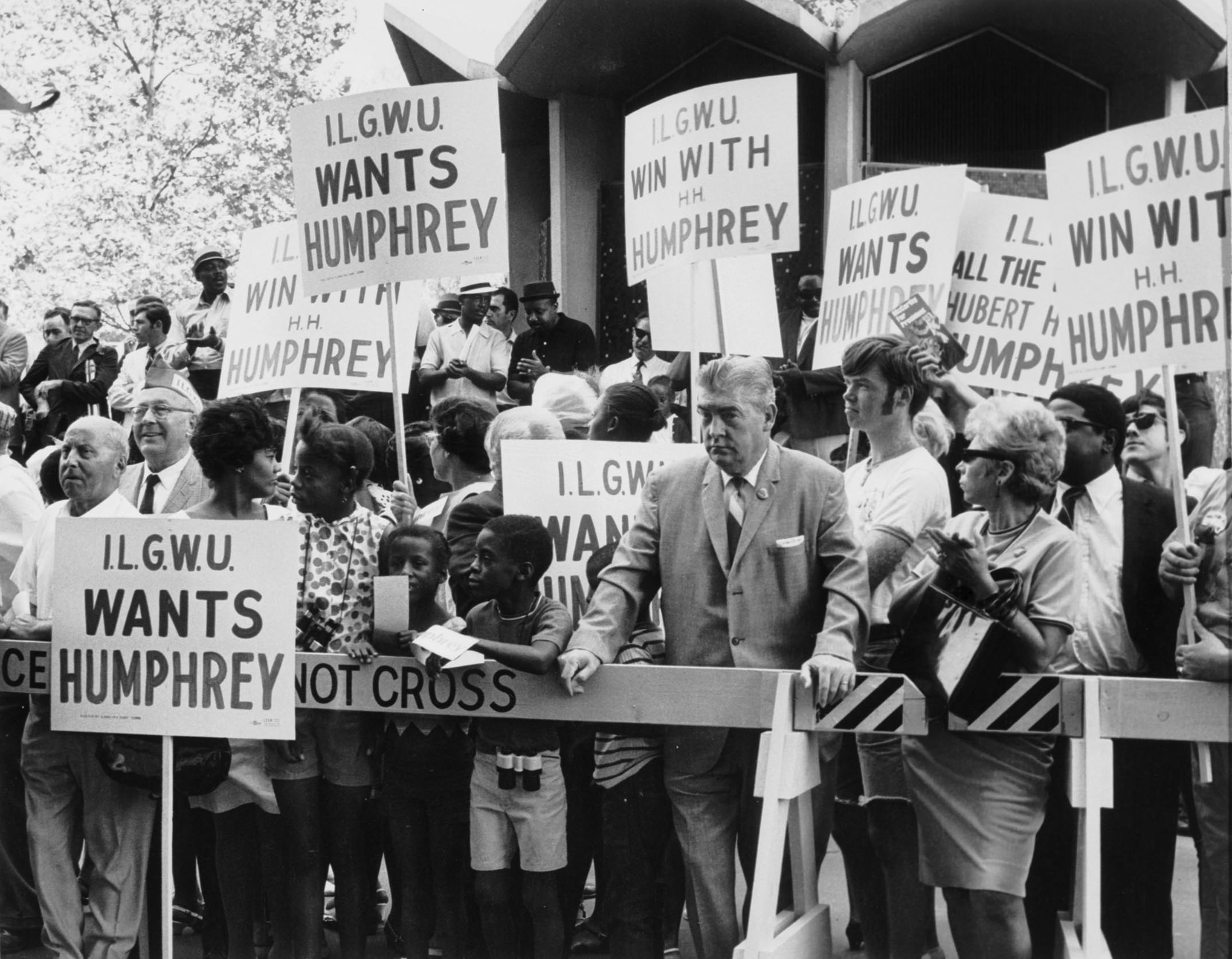
Meeting de Hubert Humphrey, le 15 août 1968.

Un mois avant l'assassinat de Robert F. Kennedy, le FBI révélait ses statistiques annuelles. Un chiffre illustrait la tension extrême dans laquelle se déroulait la campagne électorale, à savoir que la criminalité avait augmenté de 88 % depuis 1960. 

### Richard Nixon décroche l'investiture du Parti républicain
Contrairement aux espérances de ses rivaux, Ronald Reagan et Nelson Rockefeller alliés pour la circonstance, Richard Nixon décrocha aisément l'investiture du Parti républicain,. Il fut aidé dans sa tâche par le soutien décisif du sénateur de Caroline du Sud Strom Thurmond qui lui amena les délégués nécessaires, notamment les délégués du Sud qui représentaient plus de la moitié des délégués. Au même moment, il disposait de 80 millions de dollars pour mener la campagne pour l'élection générale. Pour apaiser les choses, le choix de son colistier fut un mélange de ce que représentaient Reagan et Rockefeller, à savoir le gouverneur du Maryland Spiro Agnew, qui pouvait séduire une partie des libéraux et conservateurs et aider à améliorer l'image personnelle de Nixon auprès d'eux,,. Néanmoins, Nixon dût parfois recadrer son colistier, qui avait adopté un discours parfois trop musclé sur certains sujets. Lors de son discours d'acceptation, Nixon condamna la situation dans laquelle se trouvait le pays depuis plusieurs mois, promettant d'apaiser la situation : 
«  Lorsque nous contemplons l’Amérique, nous voyons des villes enveloppées de fumée et de feu. Nous entendons le hurlement des sirènes dans la nuit. Nous voyons mourir des Américains sur de lointains champs de bataille. Nous voyons des Américains se haïr les uns les autres ; se tuer les uns les autres sur notre sol. Et nous voyons et entendons aussi cela, les cris angoissés de millions d’Américains demandant : avons-nous parcouru tout ce chemin pour cela ? De jeunes Américains ont-ils donné leurs vies en Normandie, en Corée et à Valley Forge pour cela ?  »
 À l'opposé, la convention nationale du Parti démocrate se déroula dans le chaos le plus total, alors que des émeutes se déroulaient au même moment à Chicago, aboutissant à l'élection par les grands électeurs du parti d'Hubert Humphrey au détriement d'Eugene McCarthy qui avait remporté davantage de délégués lors des primaires,,. Après les émeutes de Chicago, 66 % des Américains approuvèrent la gestion des évènements par le maire Richard Daley.
Les principaux thèmes de la campagne furent la criminalité, la pauvreté, la réhabilitation des villes, la situation économique des États-Unis et les discriminations raciales. En juillet, un sondage Gallup créditait George Wallace de 16 % d'intentions de vote, tandis que 34 % des électeurs du Sud se déclaraient prêts à voter pour lui. Dans le même sondage, 83 % des soutiens de Wallace estimaient que la déségrégation allait trop vite, ou encore 70 % d'entre-eux considéraient que les Afro-Américains étaient les principaux responsables de leur situation.

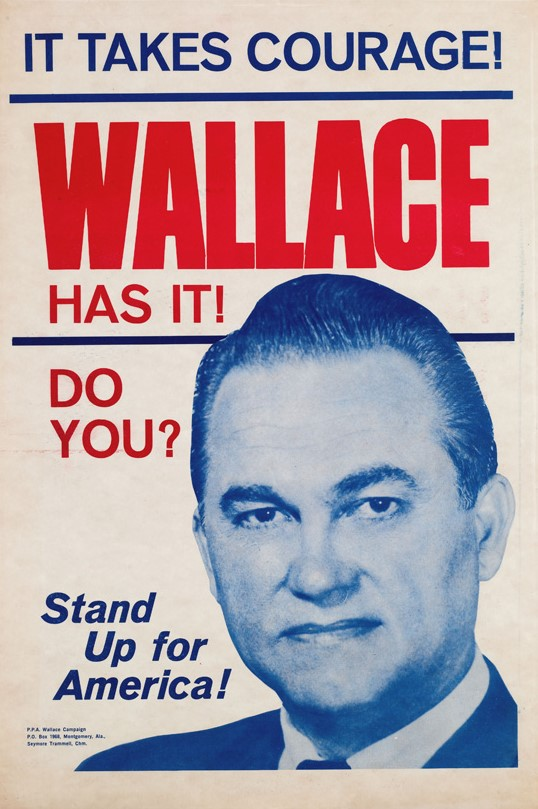
Affiche de campagne de George Wallace.

Pendant toute la campagne, George Wallace a utilisé une rhétorique mêlant démagogie et populisme,,,. Dans ses meetings, il n'hésitait pas à dénoncer les démocrates, les républicains, mais aussi la Cour suprême, les opposants à la guerre et les communistes. Depuis sa campagne infructueuse en 1958 pour le poste de gouverneur, l'ancien gouverneur de l'Alabama adopta des positions ultra ségrégationnistes, n'hésitant pas à défendre le principe de ségrégation à la télévision. Déjà en 1967, il avait déclaré à la National Review se considérer comme étant « ségrégationniste ». De plus, sa campagne contenait de nombreux messages antisémites, dénonçant le soutien de l'organisation B'nai B'rith à ses adversaires. L'Anti-Defamation League, proche de l'organisation, décompte de très nombreuses références antisémistes dans ses tracts et ses meetings. Malgré sa rhétorique, certains sondages le créditaient de plus de 20 % d'intentions de vote. En septembre, un autre sondage Gallup le crédite de 21 % d'intentions de vote, tout en étant en tête dans six États (Alabama, Arkansas, Caroline du Nord, Géorgie, Louisiane, Mississippi) et second dans trois États (Caroline du Sud, Floride, Tennessee). Il obtint assez facilement le soutien des gouverneurs démocrates du Sud profond.

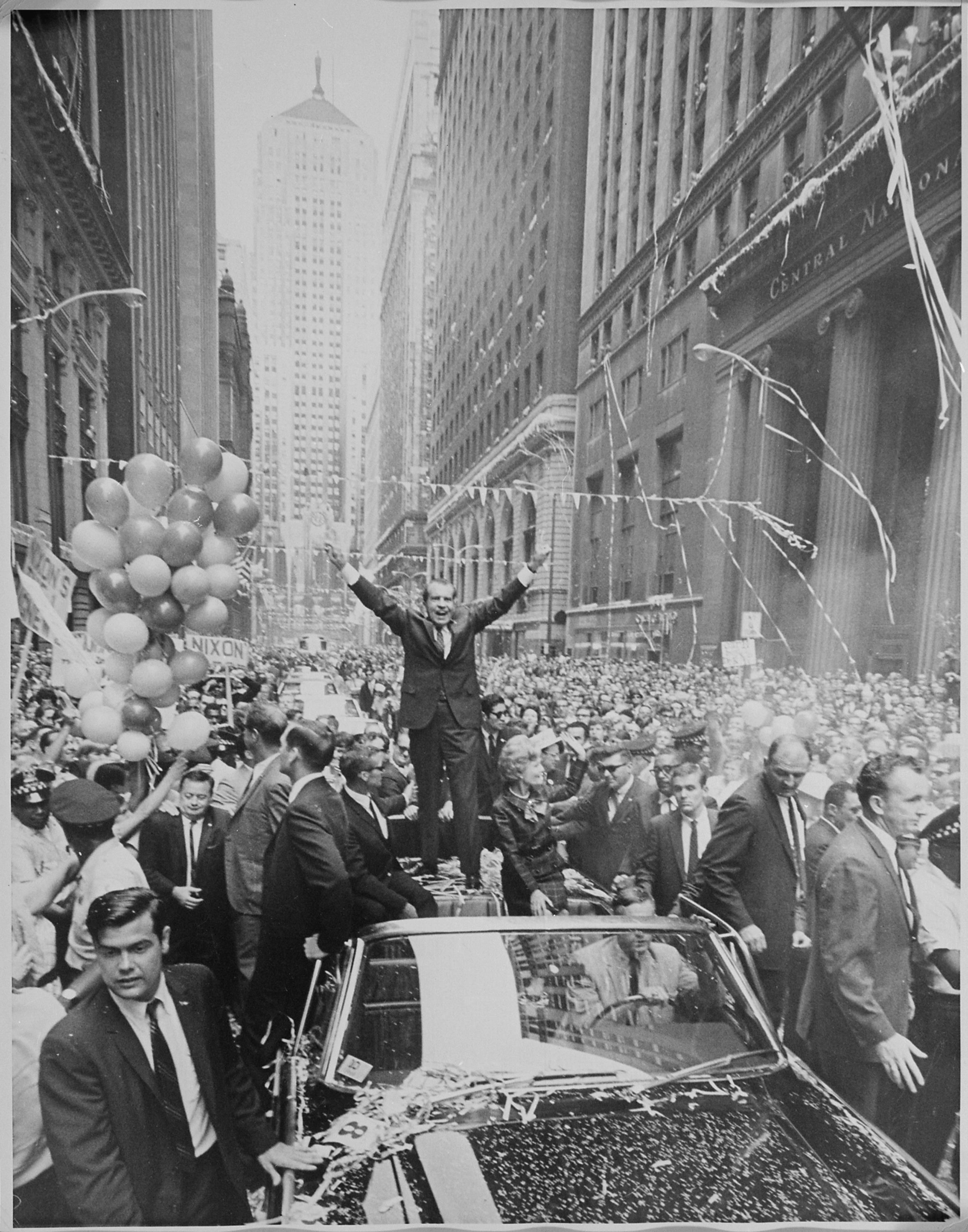
Richard Nixon paradant dans les rues de Chicago et effectuant le signe V, le 4 septembre 1968.

D'ailleurs, Richard Nixon finira par reprendre à son compte une partie de la rhétorique de George Wallace,. Il avait d'ailleurs souhaité que la politique de déségrégation prenne davantage de temps, s'opposant notamment au busing. Il parvint à surfer sur les divisions du Parti démocrate pour l'emporter et mènera une intensive campagne dans les anciens États confédérés, persuadé que c'est de là qu'il en titrera sa victoire,,. Il n'hésita pas à faire de la criminalité un thème majeur de l'élection. Dès juillet, il privilégia le Sud supérieur au détriment du Sud profond. Cela ne l'empêcha pas de proposer de créer un crédit d'impôt au niveau fédéral pour favoriser l'ascension sociale des Afro-Américains ainsi que de meilleurs solutions de logement. Il promit également une « paix dans l'honneur » au Vietnam.
De son côté, Hubert Humphrey devait faire face aux partisans d'Eugene McCarthy qui continuaient de contester la légitimité de sa nomination,. Pourtant, le candidat démocrate finit par de démarquer sur la politique vietnamienne, annonçant à Salt Lake City le 30 septembre qu'il arrêterait les bombardements pour tenter de ramener le Nord à la table des négociations, le tout en menaçant d'une reprise des opérations en cas de statu quo. Le meeting de George Wallace du 24 octobre au Madison Square Garden fut le point d'orgue d'une campagne très tendue et très agitée, au cours duquel le candidat dénonça la couverture de sa campagne,. Le candidat tiers parti eut beaucoup de mal à gérer son colistier, l'ancien général de l'U.S. Air Force Curtis LeMay,,. La première conférence de presse commune fut d'ailleurs catastrophique, le colistier de Wallace parlant notamment de « phobie » concernant l'utilisation de la bombe atomique contre le Viêt Nam. À la suite de cela, Hubert Humphrey qualifia le ticket de « Bombsay Twins », décrédibilisant un peu plus la candidature de Wallace, et LeMay fut tenu à l'écart pour le reste de la campagne,. L'ancien général n'était d'ailleurs pas le premier choix de Wallace, qui aurait préféré Albert Chandler, l'ancien gouverneur du Kentucky.
Le 31 octobre, soit une semaine avant le vote, Lyndon B. Johnson annonça la suspension des bombardements au Viêt Nam ainsi que la reprise des négociations de paix, espérant aider la campagne d'Hubert Humphrey. D'ailleurs, bien aidé par la campagne de Wallace, Humphrey rattrape son retard dans les sondages. Une semaine auparavant, il n'était plus qu'à 8 points de son principal adversaire, contre seulement 15 % à Wallace.
Cet événement fut considéré par la suite comme la première « surprise d'octobre », expression attribuée à un proche de Richard Nixon, William Casey, par de nombreux journalistes et quelques historiens,. Pourtant, il fut révélé des années plus tard que les équipes de Richard Nixon avaient sabordé les négociations de paix à Paris (une note datée du 22 octobre confirmant cela fut authentifiée), promettant au Sud Vietnam un meilleur accord en cas de victoire,. Nixon disposait d'informations à la fois grâce à Henry Kissinger, mais aussi par Bryce Harlow (en), un membre de son équipe de campagne, et par Anna Chennault, épouse de l'ancien général de l'US Air Force Claire Lee Chennault. Or, il apparut que Chennault était très proche des diplomates sud vietnamiens présents à Paris. Le 29 octobre, elle fut mise sur écoute par le FBI après qu'un télégramme fut intercepté. Lyndon B. Johnson avait d'ailleurs eu vent de ces informations et avait même évoqué ces incidents au téléphone avec Nixon le 3 novembre, mais avait renoncé la veille du vote à les dévoiler pour ne pas prolonger le chaos dans lequel se tenait le pays, faute de « preuve incontestable »,. Cela ne l'avait pas empêcher de faire poser des micros dans l'avion de campagne de Nixon, qu'il surnommait le « bâtard calculateur » et dont il désapprouvait les méthodes.

## Résultats

### Vote populaire
| Inscrits                 | Inscrits                   | Inscrits                                   | 120 328 186 |             |  |  |
| Abstentions              | Abstentions                | Abstentions                                | 47 116 311  | 39,16 %     |  |  |
| Votants                  | Votants                    | Votants                                    | 73 211 875  | 60,84 %     |  |  |
|                          |                            |                                            |             |             |  |  |
| Bulletins enregistrés    | Bulletins enregistrés      | Bulletins enregistrés                      | 73 211 875  |             |  |  |
| Bulletins blancs ou nuls | Bulletins blancs ou nuls   | Bulletins blancs ou nuls                   | 11 876      | 0,02 %      |  |  |
| Suffrages exprimés       | Suffrages exprimés         | Suffrages exprimés                         | 73 199 999  | 99,98 %     |  |  |
|                          |                            |                                            |             |             |  |  |
|                          | Candidat                   | Parti                                      | Suffrages   | Pourcentage |  |  |
|                          | Richard Nixon              | Parti républicain                          | 31 783 783  | 43,42 %     |  |  |
|                          | Hubert Humphrey            | Parti démocrate                            | 31 271 839  | 42,72 %     |  |  |
|                          | George Wallace             | American Independent Party                 | 9 901 118   | 13,53 %     |  |  |
|                          | Henning A. Blomen (en)     | Parti ouvrier socialiste d'Amérique        | 52 589      | 0,07 %      |  |  |
|                          | Dick Gregory (Write-in)    | Parti paix et liberté                      | 47 149      | 0,06 %      |  |  |
|                          | Fred Halstead (en)         | Parti socialiste des travailleurs          | 41 396      | 0,06 %      |  |  |
|                          | Eldridge Cleaver           | Parti paix et liberté                      | 36 571      | 0,05 %      |  |  |
|                          | Eugene McCarthy (Write-in) | Sans étiquette                             | 25 634      | 0,04 %      |  |  |
|                          | E. Harold Munn (en)        | Parti de la prohibition                    | 15 123      | 0,02 %      |  |  |
|                          | Aucun candidat             | Sans étiquette                             | 12 430      | 0,02 %      |  |  |
|                          | Write-in                   | Sans étiquette                             | 9 629       | 0,01 %      |  |  |
|                          | Ventura Chavez             | People's Constitutional Party (en)         | 1 519       | 0 %         |  |  |
|                          | Charlene Mitchell          | Parti communiste des États-Unis d'Amérique | 1 077       | 0 %         |  |  |
|                          | Kirby J. Hensley (en)      | Universal Life Church                      | 142         | 0 %         |  |  |

### Collège électoral
| Inscrits                 | Inscrits                 | Inscrits                   | 538       |             |  |  |
| Abstentions              | Abstentions              | Abstentions                | 0         | 0 %         |  |  |
| Votants                  | Votants                  | Votants                    | 538       | 100 %       |  |  |
|                          |                          |                            |           |             |  |  |
| Bulletins enregistrés    | Bulletins enregistrés    | Bulletins enregistrés      | 538       |             |  |  |
| Bulletins blancs ou nuls | Bulletins blancs ou nuls | Bulletins blancs ou nuls   | 0         | 0 %         |  |  |
| Suffrages exprimés       | Suffrages exprimés       | Suffrages exprimés         | 538       | 100 %       |  |  |
|                          |                          |                            |           |             |  |  |
|                          | Candidat                 | Parti                      | Suffrages | Pourcentage |  |  |
|                          | Richard Nixon            | Parti républicain          | 301       | 55,95 %     |  |  |
|                          | Hubert Humphrey          | Parti démocrate            | 191       | 35,5 %      |  |  |
|                          | George Wallace           | American Independent Party | 46        | 8,55 %      |  |  |

## Analyse

### Analyse géographique

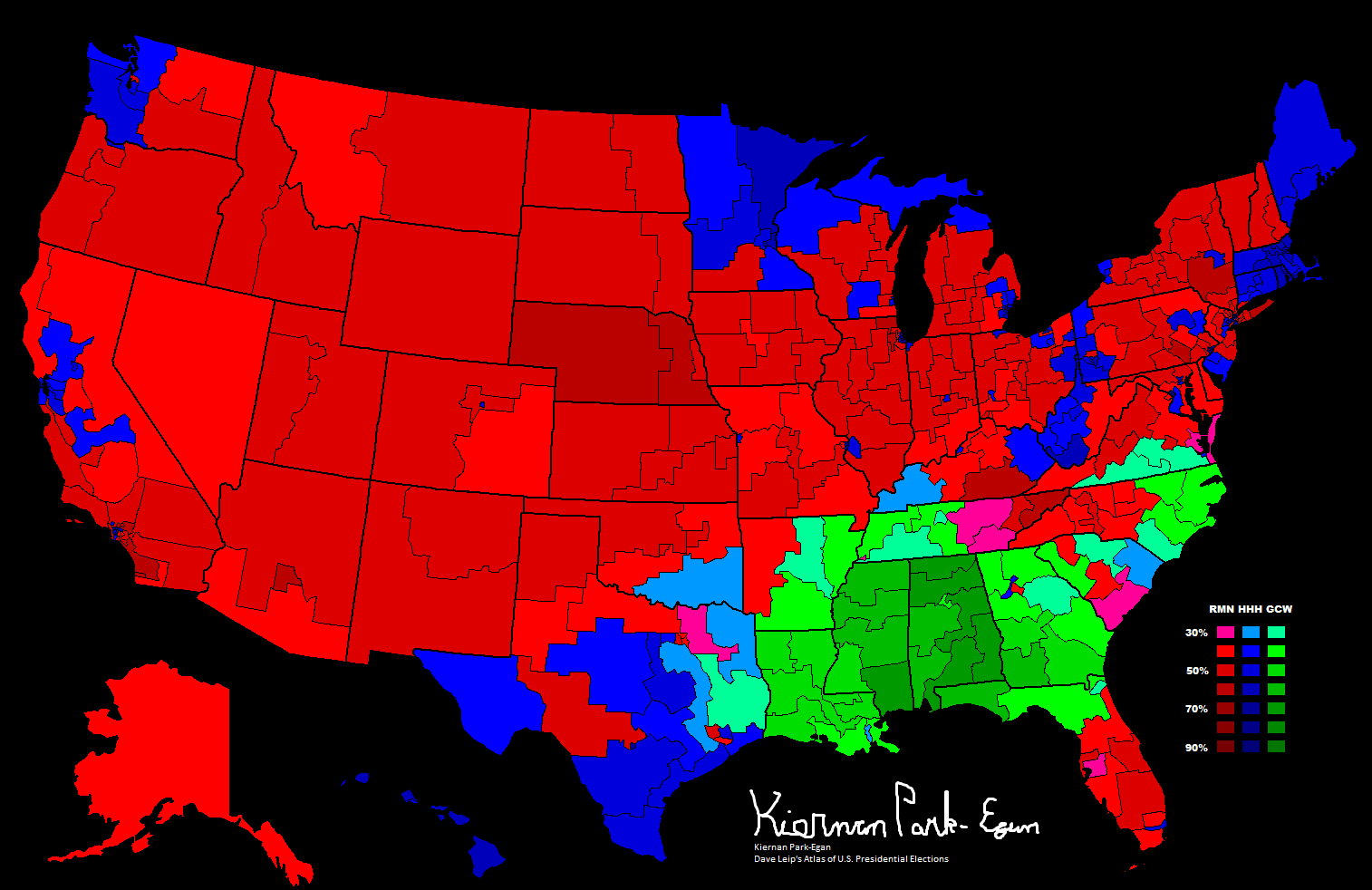
Résultats par district congressionnel.

Répartition des votes par comté :
Humphrey (entre 30 et 40 %)
Humphrey (entre 40 et 50 %)
Humphrey (entre 50 et 60 %)
Humphrey (entre 60 et 70 %)
Humphrey (entre 70 et 80 %)
Humphrey (entre 80 et 90 %)
Humphrey (plus de 90 %)
Nixon (entre 30 et 40 %)
Nixon (entre 40 et 50 %)
Nixon (entre 50 et 60 %)
Nixon (entre 60 et 70 %)
Nixon (entre 70 et 80 %)
Nixon (entre 80 et 90 %)
Nixon (plus de 90 %)
Wallace (entre 30 et 40 %)
Wallace (entre 40 et 50 %)
Wallace (entre 50 et 60 %)
Wallace (entre 60 et 70 %)
Wallace (entre 70 et 80 %)
Wallace (entre 80 et 90 %)
Wallace (plus de 90 %)

### Villes et campagne
Comment attendu, Richard Nixon est élu président avec moins de 50 % des suffrages exprimés par le vote populaire. La plupart des États ruraux ont voté pour le Parti républicain hormis Hawaï, le Maine et le Rhode Island. En moyenne dans ces États, un grand électeur représentait 47 000 voix pour Richard Nixon, 160 000 pour Hubert Humphrey et 315 000 pour George Wallace. Plus de 70 % de la population américaine en 1968 était une population urbaine.

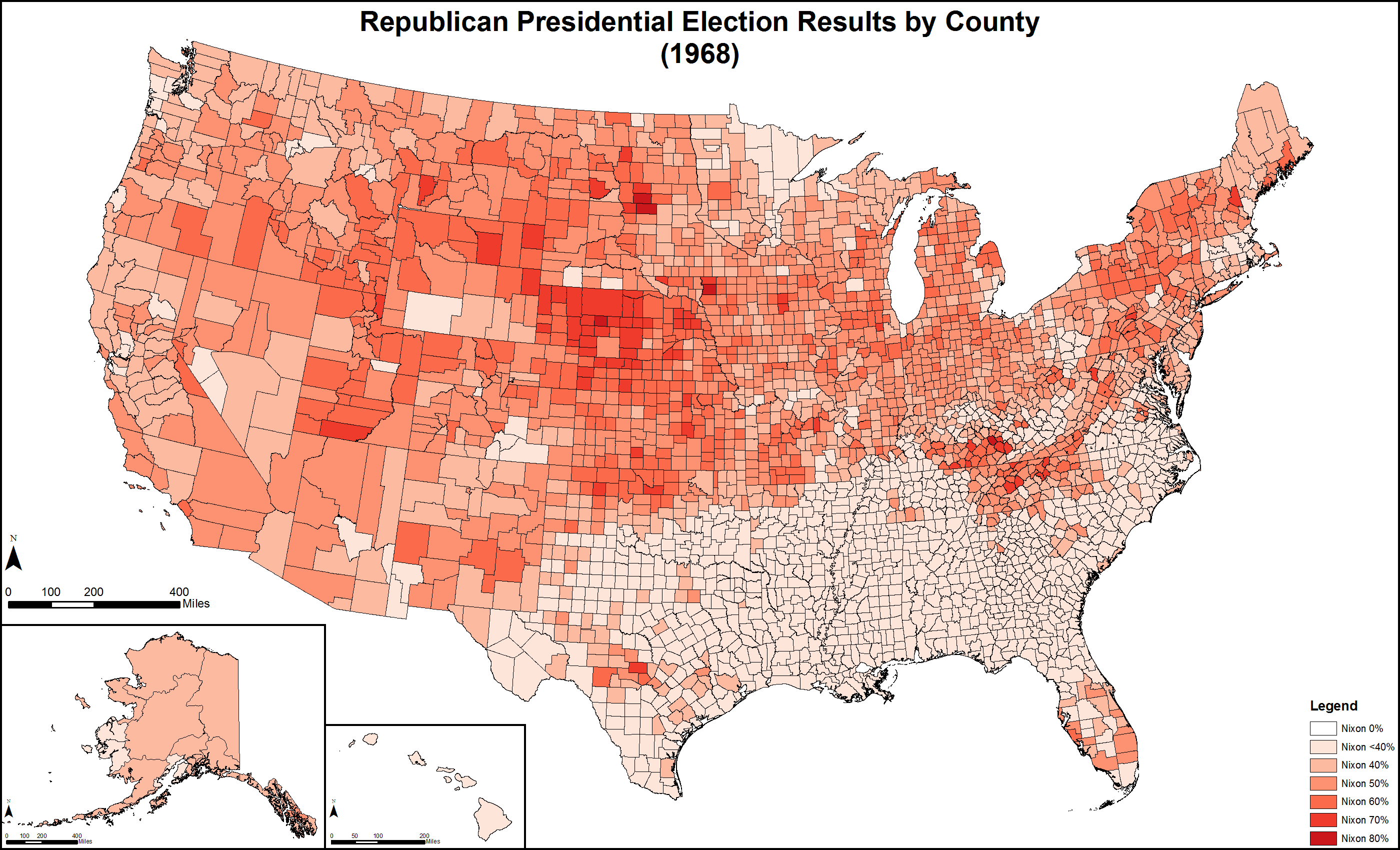
Résultats du Parti républicain par comté.

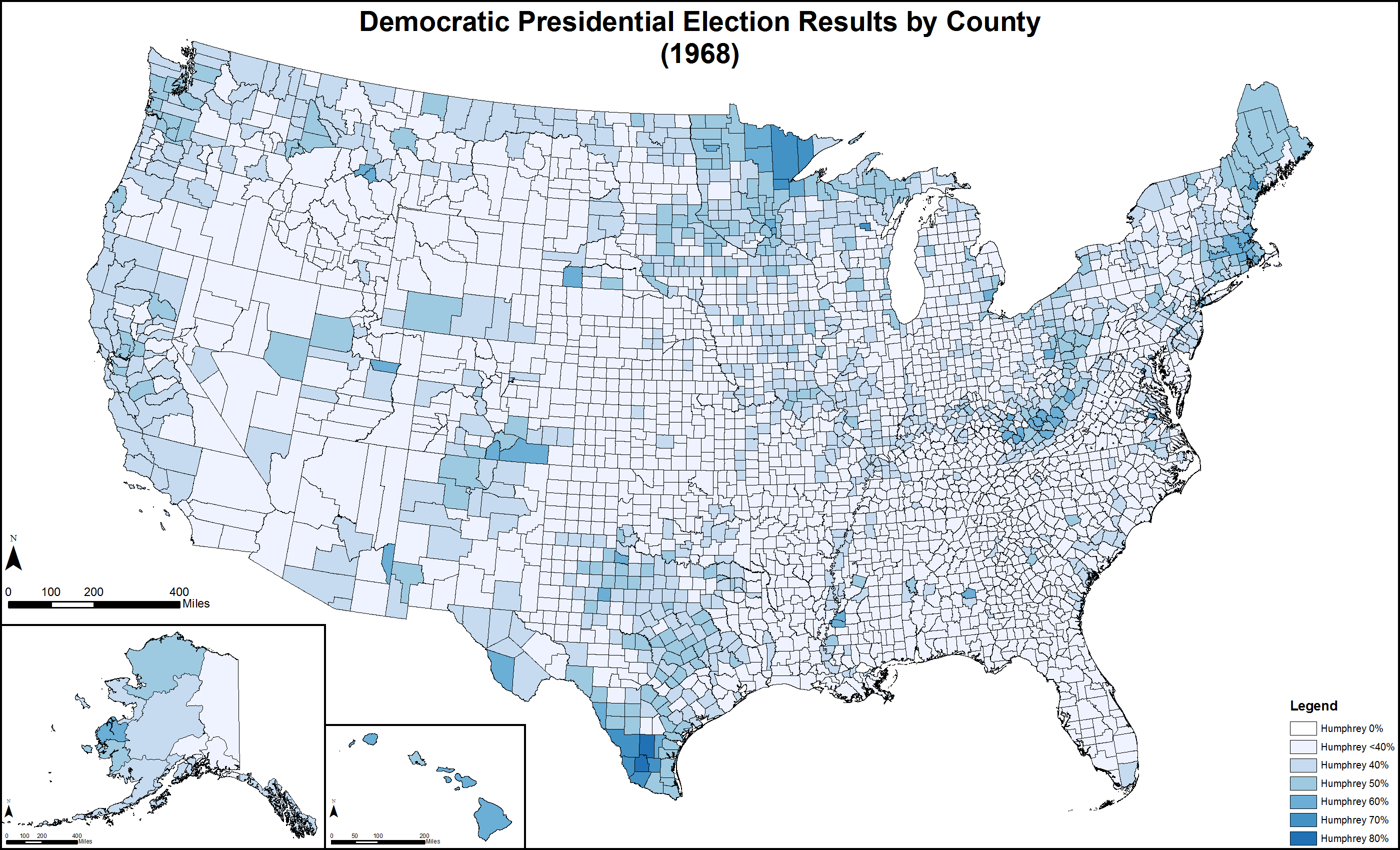
Résultats du Parti démocrate par comté.

Dans les onze États les plus peuplés, Hubert Humphrey a amassé davantage de voix. Cependant, il ne l'a pas toujours emporté, notamment dans l'Illinois, le New Jersey, l'Ohio et la Californie où il fut défait avec une marge de trois points, tandis que l'Indiana donnait une marge plus importante à Richard Nixon. Richard Nixon l'a emporté dans les trois swing states (Californie, Illinois et Ohio).
Hubert Humphrey fut également majoritaire dans les métropoles et les villes moyennes, tandis que Richard Nixon est arrivé en tête dans les suburbs et dans les États ruraux. C'est principalement dans ces États là que George Wallace fut le plus performant. Wallace parvient également à dépasser les 10 % dans certains swing states, comme l'Indiana, le Michigan ou l'Ohio. Par rapport à l'élection présidentielle de 1960, Nixon a perdu des voix dans les États ayant une forte activité agricole.

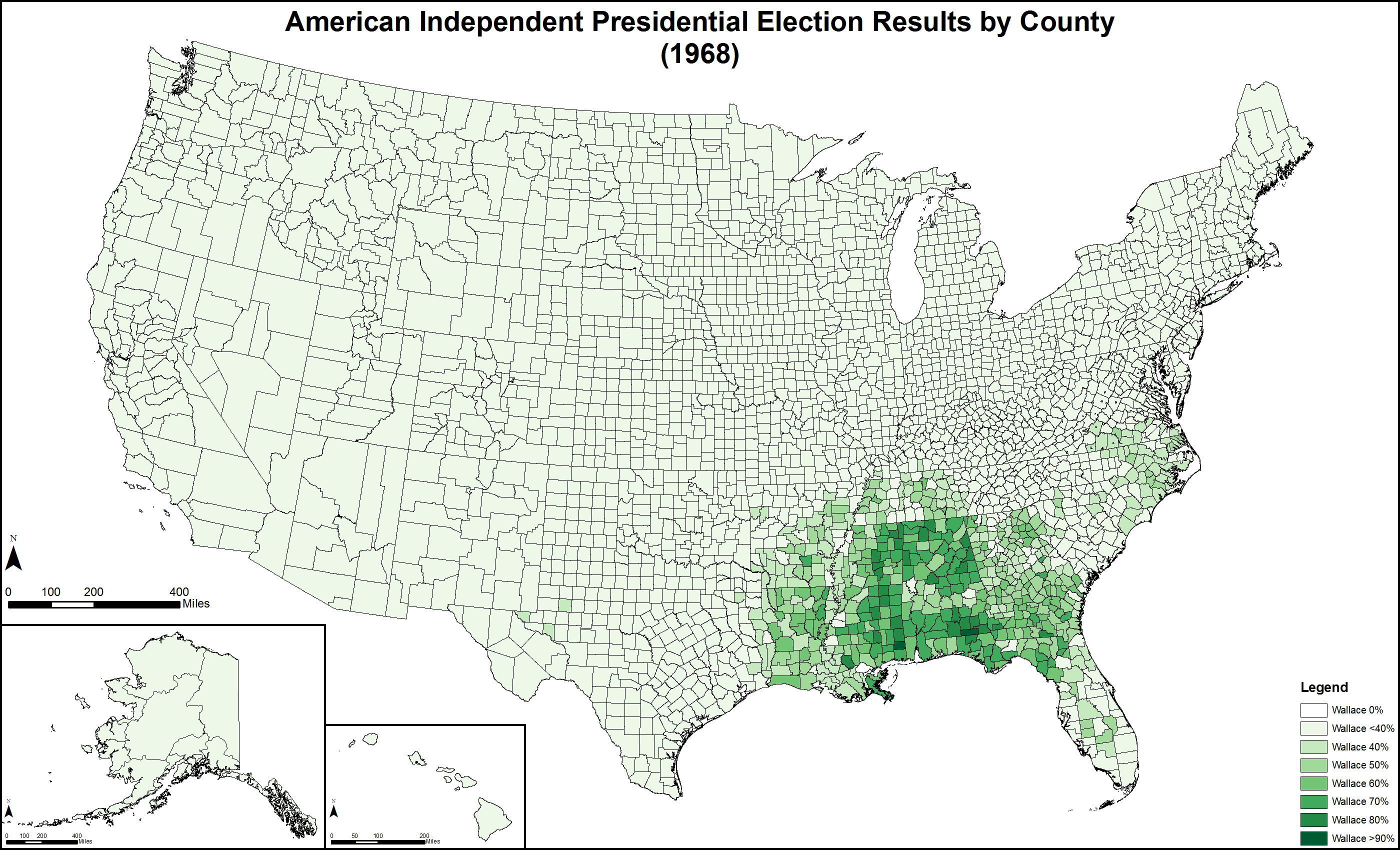
Résultats de l'American Independent Party par comté.

### Wallace, le 3ème homme
Pour la première fois depuis l'élection présidentielle de 1848, le président élu ne contrôle aucune chambre du Congrès,, où les résultats diffèrent de ceux de la présidentielle, marqués par la percée d'une 3ème homme, permettant la victoire étriquée de Richard Nixon, qui illustre combien le pays était divisé depuis le début de la guerre du Viêt Nam.
Le résultat très important de George Wallace dans les anciens États confédérés marque le basculement de ces États acquis au Parti démocrate depuis le Compromis de 1877. La victoire de Richard Nixon est principalement due au fort score de George Wallace, notamment dans les États confédérés.
Parmi tous les anciens États confédérés, seul le Texas plaça Hubert Humphrey en tête. Humphrey remporte par ailleurs moins de 10 % du vote des Blancs américains dans le Sud,. George Wallace arrive en tête dans cinq anciens États confédérés, dans son État de l'Alabama, en Arkansas, en Géorgie, en Louisiane et dans le Mississippi. Richard Nixon est arrivé en tête dans les autres États (Caroline du Nord, Caroline du Sud, Floride, Kentucky, Tennessee, Virginie),. George Wallace remporte également un vote d'un grand électeur de Caroline du Nord, Lloyd W. Bailey (en), qui était censé voter pour Nixon. 

### Autres particularités géographiques
Comme tous les candidats vainqueurs depuis 1904 (sauf en 1956), Richard Nixon l'a emporté dans le Missouri,. De même, comme toutes les élections depuis 1920, le vainqueur l'a emporté dans l'Illinois.
Ce fut la première fois depuis l'élection présidentielle de 1928 que la Caroline du Nord votait majoritairement pour le candidat du Parti républicain. De même, ce fut la première fois que le candidat du Parti républicain remportait l'élection sans l'emporter dans le Minnesota. Autre particularité, le Maine et le Vermont n'ont pas placé le même candidat en tête, ce qui constituait une première depuis l'l'élection présidentielle de 1912. Enfin, ce fut également la dernière fois que l'Oregon et l'État de Washington n'ont pas placé en tête le même candidat.

### Analyse sociologique
L'électorat noir eut beaucoup de difficultés à se déplacer, car dans certains districts, moins de 20 % de la population noire était inscrite sur les listes électorales. Néanmoins, les chiffres ont fortement augmenté, comme l'illustre André Kaspi avec trois États. Entre 1964 et 1968, le nombre d'électeurs afro-américains inscrits sur les listes électorales est passé de :
- 19 % à 53 % en Alabama
- 32 % à 60 % en Louisiane
- 6 % à 44 % dans le Mississippi

L'adoption Voting Rights Act a permis au procureur général des États-Unis d'intervenir personnellement pour procéder aux inscriptions quand les gouverneurs refusaient de le faire.
85 % des électeurs Afro-Américains ont voté pour Hubert Humphrey, contre 12 % pour Richard Nixon (soit un peu plus de 750 000 voix sur plus de 6 millions d'électeurs Afro-Américains) et 3 % pour George Wallace, tandis que l'électorat blanc était beaucoup plus disparate. En effet, 47 % d'entre eux ont voté pour Richard Nixon, contre 38 % pour Hubert Humphrey et 15 % pour George Wallace,. Dans les dix-sept États les moins peuplés, seul le Delaware vit George Wallace remporter l'adhésion de plus de 10 % de l'électorat afro-américain.